# Value at risk
Value at risk (VaR) — вартісна міра банківського ризику. Поширене загальноприйняте в усьому світі позначення «VaR». Це виражена в грошових одиницях оцінка величини, яку не перевищать очікувані протягом даного періоду часу втрати з заданою ймовірністю.
VaR характеризується трьома параметрами:
- Часовий горизонт, який залежить від ситуації, що розглядається. За Базельськими документами — 10 днів, за методикою RiskMetrics — 1 день. Найчастіше поширений розрахунок з часовим горизонтом 1 день. 10 днів використовується для розрахунку величини капіталу, що покриває можливі збитки.
- Довірчий рівень (confidence level) — рівень допустимого ризику. За Базельським документам використовується величина 99 %, в системі RiskMetrics — 95 %.
- Базова валюта, в якій вимірюється показник.

Для нормального розподілу ймовірностей, найпростішою формулою визначення VaR буде:

VaR = (ασ – μ)Ар,

де α – порогове значення ймовірності;

σ – стандартне відхилення дохідності активу (в процентах від вартості
активу);

μ – середнє значення дохідності активу (в процентах від вартості активу);

Ар – вартість активу.